# Awionik
Awionik – specjalista z zakresu wyposażenia elektrycznego i pilotażowo-nawigacyjnego statków powietrznych. Może zajmować się projektowaniem, obsługą, poświadczaniem lub produkcją specjalistycznego sprzętu wyposażenia lotniczego.
Awionik dzieli się na:
- technik awionik
- inżynier awioniki
- doktor w zakresie awioniki

## Urząd Lotnictwa Cywilnego
Przepisy lotnicze określają kto może produkować sprzęt lotniczy i kto może go obsługiwać. W tym celu została określona licencja B2 Technika Awionika, która upoważnia jej posiadaczy do wykonywania obsług i poświadczania zdatności wyposażenia elektrycznego i awionicznego statków powietrznych. Uzyskanie tej licencji wiąże się ze zdaniem egzaminów z określonych przez ULC modułów wiedzy.

## Szkolnictwo zawodowe
Wśród zawodów występujących w szkolnictwie ponadgimnazjalnym występuje zawód Technik Awionik. Absolwent tego kierunku, po zdaniu egzaminu zawodowego, może ubiegać się o uznanie przez Urząd Lotnictwa Cywilnego wiedzy nabytej w szkole. Daje to możliwość szybszego zdobycia licencji B2 Technika Awionika.

## Uczelnie
W szkolnictwie akademickim występuje kierunek inżynier lotnictwa ze specjalizacją awionik. Nie jest on równoważny z licencją B2 Technika Awionika. Inżynier awioniki to specjalista z zakresu projektowania lotniczych urządzeń i systemów elektrycznych i awionicznych. Tytuł inżyniera nie upoważnia do wykonywania obsługi i poświadczania zdatności sprzętu lotniczego.
Istnieją uczelnie z kierunkami lotniczymi posiadające licencję PART 147, która upoważnia je do szkolenia i egzaminowania personelu lotniczego. Uczelnie lotnicze mogą mieć prawo doktoryzowania z zakresu awioniki. Doktor awioniki zajmuje się działalnością z zakresu rozwoju systemów i urządzeń lotniczych. Najczęściej może być zatrudniony na etacie naukowca/wykładowcy uczelni lub w przemyśle jako specjalisty do spraw rozwoju i innowacji produkcji.